# Berville-en-Roumois
Berville-en-Roumois är en kommun i departementet Eure i regionen Normandie i norra Frankrike. Kommunen ligger i kantonen Bourgtheroulde-Infreville som tillhör arrondissementet Bernay. År 2018 hade Berville-en-Roumois 854 invånare.

## Befolkningsutveckling
Antalet invånare i kommunen Berville-en-Roumois
Referens:INSEE